# Howard T. Odum
Howard Thomas Odum (ur. 1 września 1924 w Durham lub Chapel Hill, zm. 11 września 2002 w Gainesville) – amerykański ekolog, pionier współczesnych badań struktury ekosystemów, zainteresowany głównie ekosystemami wodnymi, znany również ze swoich kontrowersyjnych prac w dziedzinie teorii systemów. W 1987 roku otrzymał – wraz z bratem, Eugene Odumem – Nagrodę Crafoorda, przyznawaną przez Królewską Szwedzką Akademię Nauk (odpowiednik Nagrody Nobla w dziedzinie nauk ekologicznych).

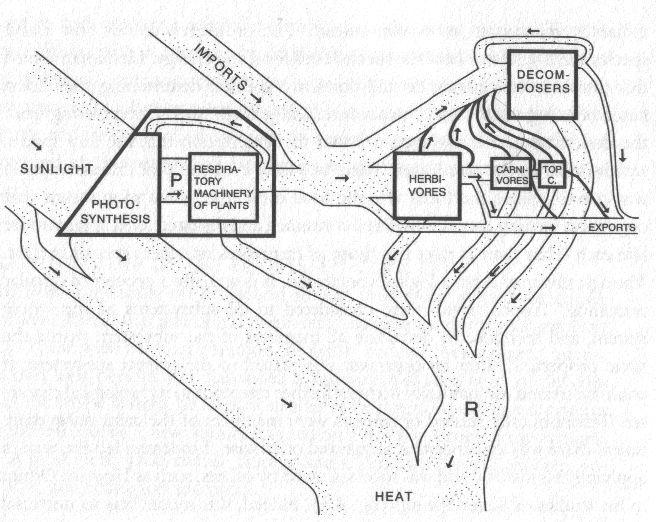
Model Silver Springs (Odum, 1971)

Ekologiczna piramida energii

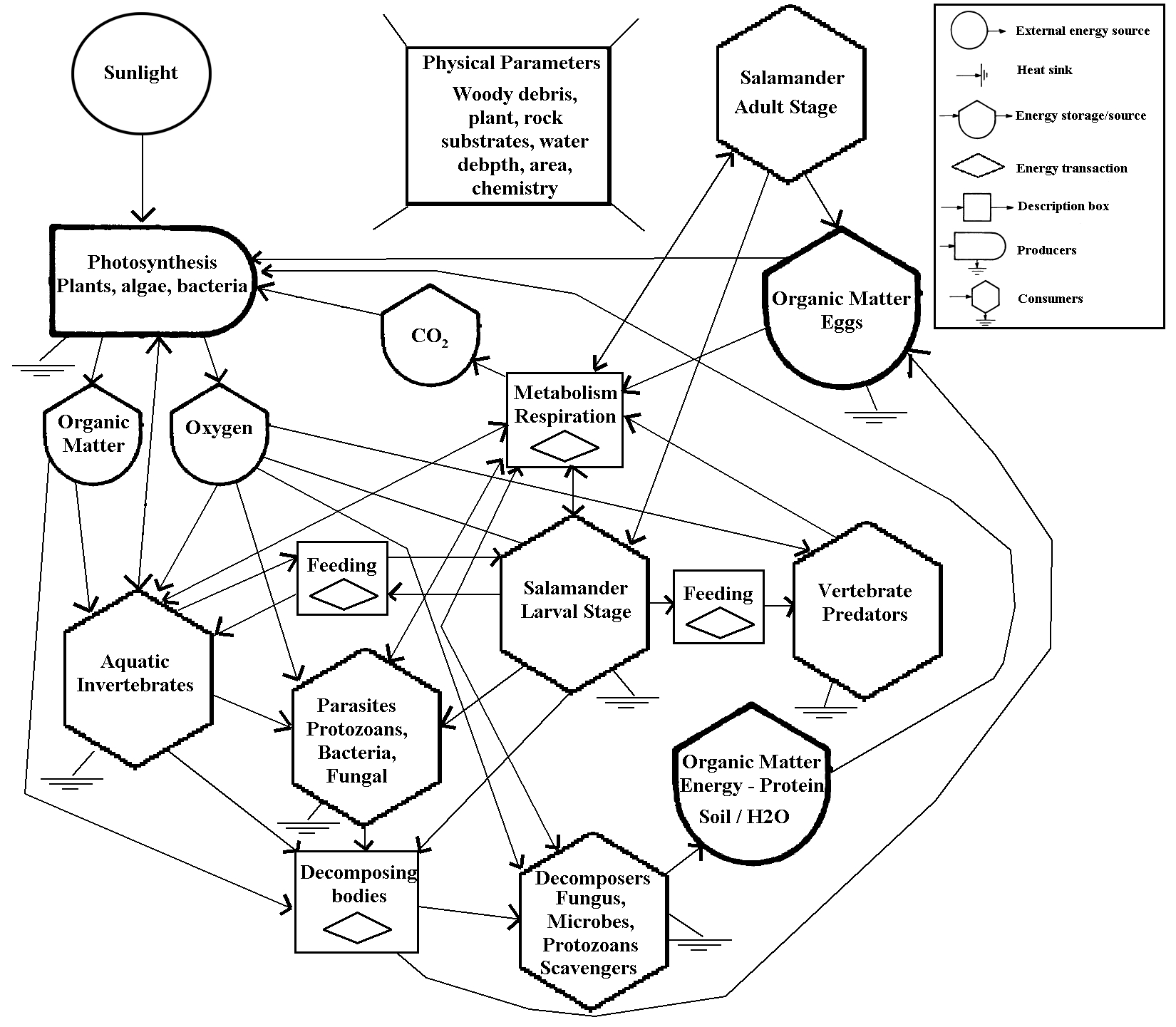
Sieć troficzna salamandry (według Odum & Odum The American Biology Teacher, Vol. 39, No. 7 (Oct., 1977), pp. 420-423

## Życiorys
Był trzecim dzieckiem Howarda Washingtona i Anny Luizy Odum; miał brata (Eugen, ur. 1913 r.) i siostrę (Mary Francis, ur. 1919). Studiował zoologię na Uniwersytecie Karoliny Północnej w Chapel Hill w latach 1941–1943 i 1946–1947; w latach 1943–1944 należał do Air Force Meteorology i Institute of Tropical Meteorology w San Juan, a w latach 1945–1946 pracował w AAF Tropical Weather School (Howard Field, Panama). Pracę doktorską na temat The Biogeochemistry of Strontium: With Discussion on the Ecological Integration of Elements obronił na Uniwersytecie Yale, pod opieką G. Evelyn Hutchinson oraz Gordona Rileya (1951). W kolejnych latach jego miejscami pracy były: 
- Uniwersytet Stanu Floryda (1950–1954)
- Uniwersytet Duke’a, Duke Marine Lab i Eniwetok Marine Lab (1954–1956)
- Marine Station na Uniwersytecie Teksańskim w Austin, jako dyrektor Institute of Marine Science (1956-1963)
- dyrektor naukowy Puerto Rico Nuclear Center w University of Puerto Rico Teretrial Ecology (1963–1966)
- Uniwersytet Karoliny Północnej w Chapel Hill, jako profesor botaniki, zoologii i nauk o środowisku (1966–1970)
- Uniwersytet Stanu Floryda, jako profesor inżynierii środowiska (1970–1996) i dyrektor Center for Wetlands (1973–1991)
- University of Canterbury, Christchurch, Nowa Zelandia (1978)
- Int. Institute for Applied System Analysis, Austria, jako pracownik naukowy (1983)
- Uniwersytet Teksański w Austin, jako profesor wizytujący (1985–1986)
- Uniwersytet Florydy w Gainesville, jako dyrektor Center of Environmental Policy.

Był członkiem:
- Royal Swedish Academy of Sciences
- American Meteorological Society
- American Association for the Advancement of Science (AAAS)
- International Society for the Systems Sciences
- Phi Beta Kappa Society.

Otrzymał:
- George Mercer Award od Ecological Society of America
- Prize Institute de la Vie (1976)
- Distinguihed Service, Univ. of North Carolina
- Distinguihed Service, Amer. Inst. Biol. Sci.
- University of Florida Presidential Medal
- Distinguihed Service, University of Puerto Rico
- Nagrodę Crafoorda
- tytuł honorowego redaktora Ecological Engineering Journal
- doktorat honorowy Uniwersytetu Stanu Ohio.

## Tematyka badań naukowych
Był pionierem w dziedzinie badań przepływów energii w ekosystemach, z zastosowaniem zasad obowiązujących w innych dziedzinach, np. dotyczących racjonalnego wykorzystania energii przez człowieka. W latach 50. XX w. zajmował się m.in. sieciami troficznymi Silver Springs; za bardzo doniosłe są uważane również wyniki badań raf koralowych, np. Atolu Eniwetok na Wyspach Marshalla. Opierał się na równaniach opisujących dynamikę populacji, które opracował Alfred J. Lotka. Zainicjował stosowanie termodynamiki i zasad przepływu energii w ekosystemach do rozwiązywania energetycznych problemów ludzi (Environment, Power and Society, wyd. 1971). Wprowadził pojęcie emergy.

## Publikacje
H.T. Odum jest autorem lub współautorem 15 książek i niemal 300 artykułów naukowych; był też promotorem ok. 100 prac doktorskich. Spośród publikacji wyróżniane są m.in.:
- R.J. Beyers, H.T. Odum, Ecological Microcosms, Springer Verlag 1993, ISBN 0-387-97980-8
- K.C. Ewel, H.T. Odum (Editor), Cypress Swamps, University Press, Florida 1985, ISBN 0-8130-0714-3
- H.T.Odum, Elisabeth C. Odum, The Prosperous Way Down: Principles and Policies, University of Colorado Press 201.
- H.T.Odum, Elizabeth C. Odum, Modeling for all Scales: An Introduction to System Simulation, Bk&Cd-Rom edition, Academic Press 2000, ISBN 0-12-524170-4
- H.T.Odum, W. Woucik, Lowell Pritchard (Editors), Heavy Metals In The Environment: Using Wetlands for Their Removal, CRC Press 2000, ISBN 1-56670-401-4
- H.T.Odum, Environmental Accounting: Emergy and Environmental Decision Making, John Wiley & Sons, Inc., New York, USA 1996, ISBN 0-471-11442-1
- H.T.Odum, Elisabeth C. Odum, Mark T. Brown, Environment and Society in Florida, St. Lucie Press 1998, ISBN 1-57444-080-2
- H.T.Odum, Ecological and General Systems: An Introduction to Systems Ecology, University Press, Colorado 1994, ISBN 0-87081-320-X
- H.T. Odum, Energy Basis for Man and Nature, McGraw Hill 1981, ISBN 0-07-047511-3
- H.T. Odum, Environment, Power, and Society, John Wiley & Sons. 1971, ISBN 0-471-65275-X

Na inne języki zostały przetłumaczone m.in.:
- H.T. Odum, Environment, Power and Society:

- wydanie hiszpańskie (1980): Ambiente, Energia, y Sociedad. Editorial Blume, Milanesado
- wydanie włoskie, Environmental Accounting,
- H.T. Odum, Energy Basis for Man and Nature:

- wydanie japońskie (1978), Japan UNI Agency,
- wydanie hiszpańskie: Hombre y Naturaleza, Bases Energeticas, Ediciones Omega,
- H.T. Odum, E.C. Odum, M.T. Brown, D. LaHart, C. Bersok, J. Sendzimir,Energy, Environment and Public Policy: A Guide to the Analysis of systems, UNEP Regional Seas Reports and Studies No. 95. United Nations Environment Programme, Nairobi, Kenya 1988:

- wydanie chińskie (1992), tłumaczenie: Shengfang Lan of the South China Agricultural University, Guangzhou, China. Published by the Oriental Publishing House, Beijing, China,
- H.T. Odum, Systems Ecology: An Introduction, John Wiley 1983,

- wydanie indonezyjskie (1992), Tłumaczenie: I. Supriharyono, K. Praseno, R. Murwani, B. Srigandono, Gadjah Mada, University Press, Yogyakarta, Indonesia,
- wydanie chińskie (1993), tłumaczenie: Youxu Jiang i wsp., Chinese Academy of Forestry, Beijing, Publ. Science Press, Beijing, China,
- wydanie koreańskie (1998), tłumaczenie: Seok Soon Park, Arche Publishiing House (w porozumieniu z John Wiley Inc.), 2000, 1496 pp.
- H.T. Odum, E.C. Odum, M.T. Brown, D. LaHart, C. Bersok and J. Sendzimir, Environmental Systems and Public Policy:

- wydanie brazylijskie i hiszpańskie: Sistemas Ambientais e Politicas Publicas i Sistemas Ambientales y Politicas Publicas, tłumaczenie: E. Ortega-Rodriguez, V. Comar, I. Cunha-Bueno, I.A. Rosa, E. Ortega-Miluzzi.